# Colposcenia viridis
Colposcenia viridis är en insektsart som beskrevs av Loginova 1972. Colposcenia viridis ingår i släktet Colposcenia och familjen rundbladloppor. Inga underarter finns listade i Catalogue of Life.